# Martyn Lloyd-Jones
David Martyn Lloyd-Jones (Cardiff, 20 december 1899 – Ealing, 1 maart 1981) was een Britse protestantse theoloog en predikant. Hij had een belangrijke invloed binnen de reformatorische vleugel van de evangelische beweging in Engeland. Hij was bijna dertig jaar lang predikant in Westminster Chapel in Londen. Lloyd-Jones was een fel tegenstander van de liberale theologie die opgang vond in veel kerken.

## Levensloop
Hij studeerde eerst medicijnen en als assistent van de koninklijke lijfarts Lord Horder had hij een briljante medische carrière in het vooruitzicht. Hij voelde echter een roep om God te dienen als predikant. In 1926 werd hij gevraagd een keer voor te gaan in een calvinistisch-methodistische gemeente in Sandfields, Aberavon. Dat resulteerde in een beroep en in 1927 begon hij als predikant van deze kleine gemeente aan een opmerkelijke "carrière" in de kerk. In datzelfde jaar trouwde hij met Bethan Phillips. Samen kregen zij twee kinderen.
In 1939 werd hij de opvolger van de bekende predikant W. Campbell Morgan in de Westminster Chapel te Londen. Hij werkte nog tot 1943 met hem samen. In hetzelfde jaar werd Llyod-Jones ook voorzitter van de invloedrijke studentenorganisatie Inter-Varsity Fellowship of Students. Als predikant viel hij op door zijn beeldende manier van spreken. Bij de meeste ochtend- en avonddiensten zaten duizenden toehoorders, waaronder veel studenten van de universiteiten in Londen. Zijn preken duurde vijftig minuten tot een uur en kon soms maanden nemen om over één hoofdstuk uit de Bijbel te spreken. Zijn preken werden ook wekelijks gedrukt in het blad Westminster Record.
Lloyd-Jones stond in 1966 aan de bron van een groot conflict binnen de Britse evangelicale beweging. Tijdens de Nationale Vergadering van Evangelicalen deed hij onverwachts de oproep dat alle evangelicalen zich moesten verzamelen in één kerk. Dit zou betekenen dat de evangelicale christenen hun kerk zouden moeten verlaten in het geval dat daarbinnen ook sprake was van een liberale stroming. Lloyd-Jones deed zijn oproep omdat hij geloofde dat christenen niet mochten verschillen over de belangrijkste punten van het christendom, zoals redding en het gezag van de Schrift.
Over het algemeen werd aangenomen dat zijn oproep zich vooral richtte op evangelicalen binnen de Kerk van Engeland, maar daar is nooit helemaal duidelijkheid over gekomen.
Zowel Lloyd-Jones als Stott werden gezien als sleutelfiguren binnen de evangelicale stroming. John Stott, voorzitter van de conferentie en een belangrijk theoloog binnen de evangelicale beweging, was het niet met hem eens en gebruikte zijn positie als voorzitter om Llyod-Jones weerwoord te bieden. Volgens Stott ging de oproep in tegen de geschiedenis en tegen de Bijbel. Onder andere door de tegenstand van Stott scheidde uiteindelijk veel minder mensen zich af dan anders waarschijnlijk was gebeurd. 
Llyod-Jones ging in 1969 met emeritaat, na een forse operatie te hebben ondergaan. Hij dacht dat God hem liet ophouden met preken. In een serie over de Brief van Paulus aan de Romeinen zou zijn volgende preek over de "vreugde in de Heilige Geest" moeten gaan, maar hij vond dat hij daar zelf te weinig van had ervaren. De rest van zijn leven was hij bezig met het publiceren van zijn preken, het spreken op conferenties en het bijstaan van verschillende organisaties. Ook was hij nauw betrokken bij de Evangelical Movement of Wales.  Zijn laatste preek hield hij op 8 juli 1980. Een klein jaar later zou hij overlijden.

## Publicaties
Een onvolledige lijst:
- Predikers en Prediking, later uitgegeven met de titel: Waarom landt de boodschap niet?
- Oorzaken en genezing van geestelijke depressiviteit
- De Bergrede

- Biblioteca Nacional de España: XX1317615
- Bibliothèque nationale de France: cb12133005p (data)
- Gemeinsame Normdatei: 119289601
- International Standard Name Identifier: 0000 0000 8389 883X
- Library of Congress Control Number: n50050623
- Bibliotheek van het Japanse parlement: 00447890
- Nationale Bibliotheek van Tsjechië: uk2010585553
- Nationale bibliotheek van Australië: 35309560
- Nationale Bibliotheek van Israël: 987007277055205171
- Nationale Bibliotheek van Polen: a0000001262401
- Nederlandse Thesaurus van Auteursnamen: 068827911
- Istituto Centrale per il Catalogo Unico: BVEV193176
- Système universitaire de documentation: 029778395
- Trove: 906625
- Virtual International Authority File: 66501581
- WorldCat: E39PBJbWtbp3frFRhJP6T8c9Dq